# Parti de la renaissance
 (juillet 2011).
Si vous disposez d'ouvrages ou d'articles de référence ou si vous connaissez des sites web de qualité traitant du thème abordé ici, merci de compléter l'article en donnant les références utiles à sa vérifiabilité et en les liant à la section « Notes et références ».
Le Parti de la renaissance (Parti Annahda) est un parti politique marocain.

## Histoire
Créé au lendemain des élections communales du 25 juin 2003, le Parti Annahda a dû affronter pendant 3 ans les blocages de l'administration pour n'arracher sa reconnaissance officielle que le 31 août 2006, à la veille des élections pour le renouvellement du tiers de la Chambre des Conseillers.

## Programme
Faisant de la réforme de l'action politique au Maroc son champ de bataille, le Parti Annahda prône le rajeunissement des élites politiques et la démocratisation des structures partisanes.
Sur le plan doctrinal, il considère que les idéologies ont conduit l'humanité à la violence, alors que le but et suprême de la politique est d'offrir les moyens du bonheur collectif. S'inspirant des courants de pensée humaniste, il estime que l'être humain doit être au centre de l'action politique en tant qu'acteur et en tant que récipiendaire des fruits de l'effort collectif.
La moyenne d'âge des membres du Bureau Politique du Parti Annahda n'excède pas les 38 ans et il a volontairement limité sa participation aux élections législatives du 7 septembre 2007, en fixant à 40 ans l'âge maximum de ses candidats[réf. nécessaire].